# 1330'erne
Århundreder: 13. århundrede – 14. århundrede – 15. århundrede
Årtier: 1280'erne 1290'erne 1300'erne 1310'erne 1320'erne – 1330'erne – 1340'erne 1350'erne 1360'erne 1370'erne 1380'erne
År: 1330 1331 1332 1333 1334 1335 1336 1337 1338 1339

## Begivenheder
- 1332-1340 Danmark pantsættes af Christoffer 2., søn af Erik 5. Klipping og Dronning Agnes
- 1332 Krudtet indføres i Europa